# Dhrangadhra
Dhrangadhra è una suddivisione dell'India, classificata come municipality, di 70.653 abitanti, situata nel distretto di Surendranagar, nello stato federato del Gujarat. In base al numero di abitanti la città rientra nella classe II (da 50.000 a 99.999 persone).

## Geografia fisica
La città è situata a 22° 58' 60 N e 71° 28' 0 E e ha un'altitudine di 63 m s.l.m..

## Società

### Evoluzione demografica
Al censimento del 2001 la popolazione di Dhrangadhra assommava a 70.653 persone, delle quali 38.155 maschi e 32.498 femmine. I bambini di età inferiore o uguale ai sei anni assommavano a 8.521, dei quali 4.615 maschi e 3.906 femmine. Infine, coloro che erano in grado di saper almeno leggere e scrivere erano 47.781, dei quali 28.766 maschi e 19.015 femmine.